# Championnat de Belgique féminin de football
Cet article traite uniquement de la compétition féminine. Pour la compétition masculine, voir Championnat de Belgique de football.
Pour les articles homonymes, voir Women's Super League.
Le championnat de Belgique féminin de football, également nommé Division 1 ou D1 féminine et officiellement Lotto Super League, en raison d'un parrainage, est une compétition de football féminin organisée par la Pro League. Elle réunit huit clubs en 2024.

## Histoire

### Avant la Seconde Guerre mondiale (1924-1972)
| Palmarès (1924-1934) |
| --- |
| 1923-1924 : Union Sportive Innovation 1924-1925 : Union Sportive Innovation 1925-1926 : Brussels Fémina Club 1926-1927 : Ghent Fémina Club 1927-1928 : Atalante de Jette 1928-1929 : William Elie Club 1929-1930 : William Elie Club 1930-1931 : Atalante de Jette 1931-1932 : Atalante de Jette 1932-1933 : Atalante de Jette 1933-1934 : Atalante de Jette |

C'est en 1921 que le premier club de football féminin a été fondé, le Brussels Femina Club. Toutefois, la fédération n'autorisait initialement pas les équipes dames, leur imposant même des sanctions. Un championnat national a ensuite été disputé entre 1924 et 1934 avant que la Seconde Guerre mondiale ne casse cette belle dynamique. La plupart des équipes tentant leur chance ne connaissent pas le niveau professionnel, à une époque où le football féminin n'en est seulement qu'à ses balbutiements.
Des formations comme l'Union Sportive Innovation, le Brussels Fémina Club, l'Atalante de Jette ou encore le William Elie Club découvrent cette compétition pour la première, et arrivent de même à remporter au moins un titre
Le championnat ne reprend ainsi qu'à partir de la saison saison 1971-1972, date partagée avec la décision de la plupart des autres pays européens, quant au fait de se doter d'une compétition féminine au plus haut niveau.

### Redémarrage dans les années 1970 (1972-1990)
| Palmarès (1972-1990) |
| --- |
| 1971-1972 : Astrio Begijnendijk 1972-1973 : Astrio Begijnendijk 1972-1974 : St-Nicolas FC Liège ¹ 1974-1975 : Astrio Begijnendijk 1975-1976 : Standard Fémina de Liège 1976-1977 : Standard Fémina de Liège 1977-1978 : Standard Fémina de Liège 1978-1979 : Herk Sport 1979-1980 : Sefa Sport Herentals ² 1980-1981 : KSV Cercle Bruges 1981-1982 : Standard Fémina de Liège 1982-1983 : RWD Herentals 1983-1984 : Standard Fémina de Liège 1984-1985 : Standard Fémina de Liège 1985-1986 : Standard Fémina de Liège 1986-1987 : Brussel Dames 71 ³ 1987-1988 : RWD Herentals 1988-1989 : Herk Sport 1989-1990 : Standard Fémina de Liège |

À partir de 1971, l'Union belge organise des compétitions officielles pour les femmes. La volonté est de mettre en place des oppositions pérennes entre les équipes, avec une perspective de professionnalisation progressive des rencontres.

#### 1971-1972
Le championnat se dispute en trois séries provinciales. Les premières équipes de chaque série jouent un tour final avec un match à domicile et un autre en déplacement.

#### 1972-1973
Le championnat se dispute en quatre séries provinciales. Les premières équipes de chaque série se rencontrent en demi-finales (aller-retour), puis les vainqueurs disputent la finale en une seule manche.

#### 1973-1974
Pour la première fois, le championnat se dispute sous la forme d'une poule unique de Division 1, comprenant treize équipes.

#### 1974-1975
Le championnat se dispute sous la forme d'une poule unique de Division 1 comprenant quatorze équipes, à l'exception des saisons 1975-1976 (douze équipes, forfait du FC Ans) et 1994-1995 (treize équipes, forfait du Astrio Begijnendijk). 

### Le Standard s'impose et les petits émergent (1990-2012)

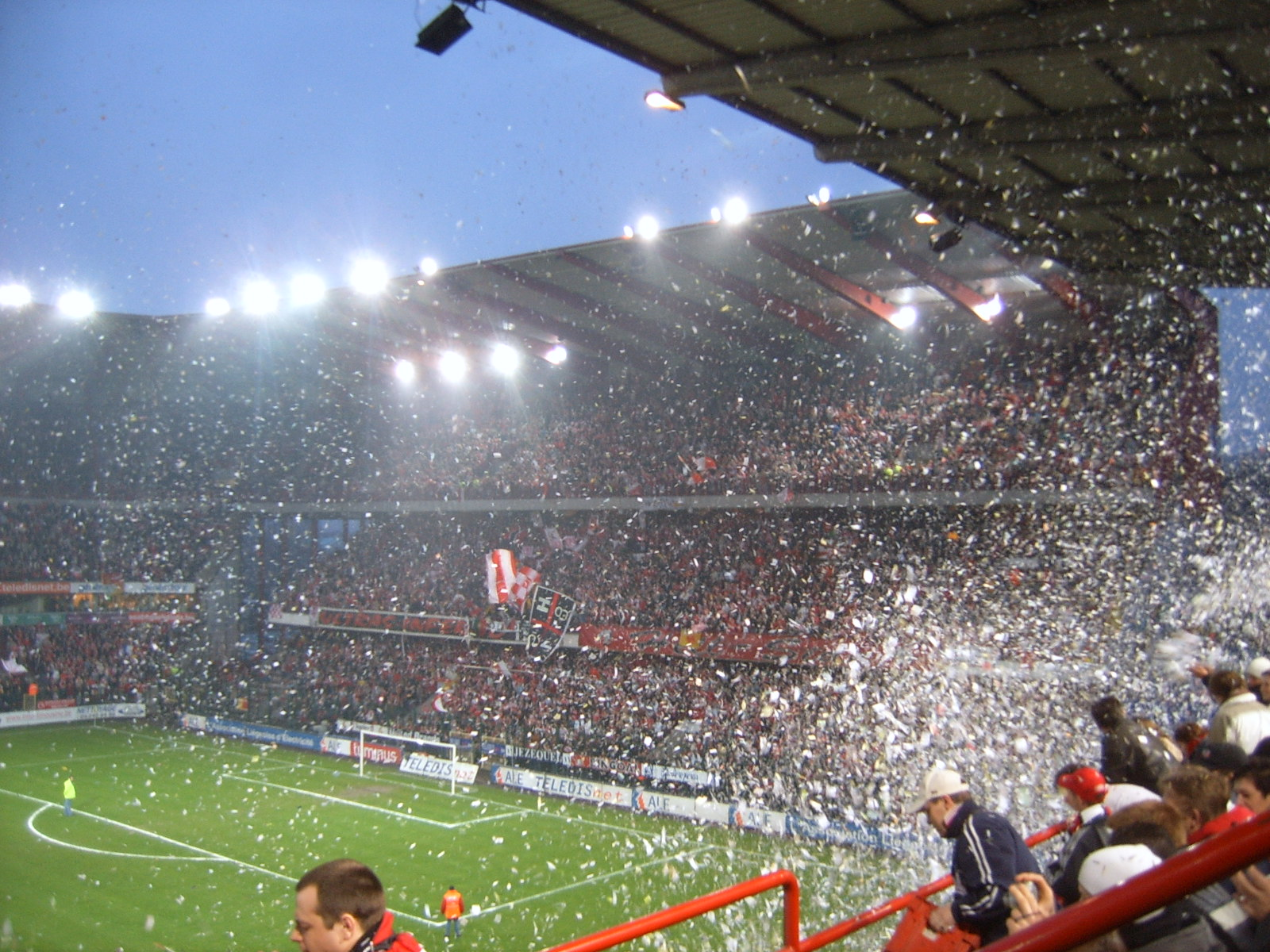
Le bord de Meuse connaît à nouveau de nombreux titres, où le Standard Fémina de Liège brille près de Sclessin. Ici, le stade en 2006.

| Palmarès (1990-2012) |
| --- |
| 1990-1991 : Astrio Begijnendijk 1991-1992 : Standard Fémina de Liège 1992-1993 : Herk Sport 1993-1994 : Standard Fémina de Liège 1994-1995 : RSC Anderlecht 1995-1996 : KSC Eendracht Alost 1996-1997 : RSC Anderlecht 1997-1998 : RSC Anderlecht 1998-1999 : KSC Eendracht Alost 1999-2000 : KSC Eendracht Alost 2000-2001 : KSC Eendracht Alost 2001-2002 : KSC Eendracht Alost 2002-2003 : SK Lebeke-Alost 2003-2004 : KFC Rapide Wezemaal 2004-2005 : KFC Rapide Wezemaal 2005-2006 : KFC Rapide Wezemaal 2006-2007 : KFC Rapide Wezemaal 2007-2008 : KVK Tirlemont 2008-2009 : Standard Fémina de Liège 2009-2010 : Saint-Trond VV 2010-2011 : Standard Fémina de Liège 2011-2012 : Standard Fémina de Liège ⁴ |

#### 1991-1992
À l'issue de la saison 1991-1992, les Liégeoises reprennent leur marche vers l'avant, avec un nouveau titre qui les fait briller pour la 9e fois, dans un championnat à poule unique et phase classique, comprenant alors 14 équipes.
On y retrouve également déjà les prémices du classico féminin, avec un duel entre les joueuses du Standard face à celles du Sporting.
Avec cette quantité d'équipes, le championnat reste fermé dans son ensemble.

#### 2001-2002
À partir de 2001, le lauréat participe à la Coupe féminine de l'UEFA.

#### 2011-2012
Le Standard de Liège continue de surprendre en allant chercher son 15e titre de champion national.
Il est également constaté que les play-off ne sont pas encore mis en place durant cette saison, contrairement à la compétition homologue masculine.

### BeNe Ligue (2012-2015)
| Palmarès (2012-2015)                                                                      |
| ----------------------------------------------------------------------------------------- |
| 2012-2013 : Standard de Liège 2013-2014 : Standard de Liège 2014-2015 : Standard de Liège |

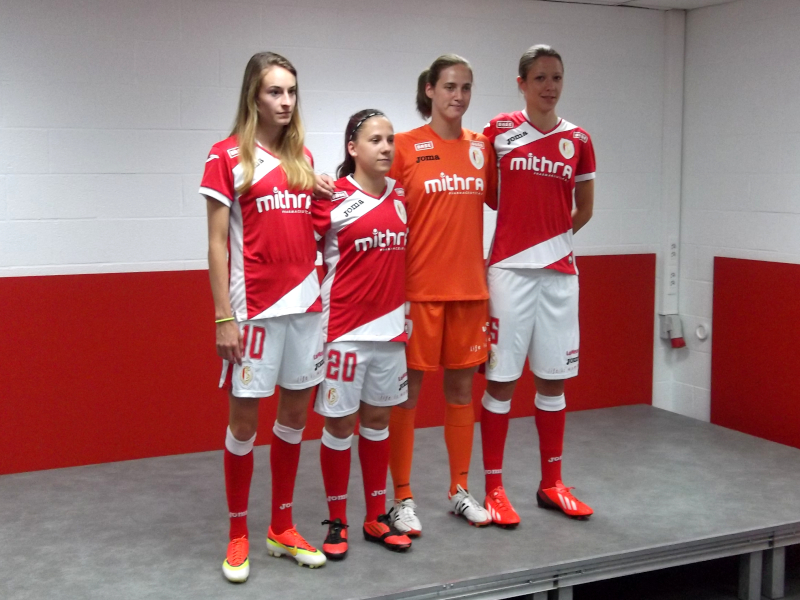
Le Standard de Liège veut poursuivre sa domination, et recrute pour y parvenir. Sur la photo, la future grande joueuse Wullaert est présentée.

Les prémices d'un championnat belgo-néerlandais apparaissent avec la création en 2011 de la BeNe SuperCup, opposant le champion de Belgique à celui des Pays-Bas. L'Union belge marque son accord pour la création d'une BeNe Ligue le 10 décembre 2011, puis la KNVB fait de même le 13 février suivant. L'Union des associations européennes de football (UEFA) donne son feu vert au projet pour la saison 2012-2013 lors du Comité exécutif du 23 mars 2012. Le club belge et le club néerlandais les mieux classés de la BeNe Ligue sont sacrés champions nationaux et se qualifient pour la Ligue des champions féminine de l'UEFA de la saison suivante.

#### 2012-2013
Le 14 août 2012, un championnat de Belgique et des Pays-Bas voit donc le jour, organisé conjointement par les deux fédérations nationales précitées. Côté belge, les clubs qualifiés sont ceux qui se sont classés aux huit premières places lors de l'exercice précédent, pour autant qu'ils soient en ordre de licence et liés à un club masculin évoluant en D1 ou D2 (ce dernier critère disqualifiant les Sinaai Girls et le DVC Eva's Tirlemont). Participent donc à l'aventure le Standard de Liège, Anderlecht, le Lierse, Saint-Trond, Zulte Waregem, le Club de Bruges, Oud-Heverlee Louvain et le Beerschot.
Tout d'abord, championnats belge et néerlandais se déroulent séparément, avec huit clubs par pays. À l'issue de la première partie de la saison, les quatre meilleurs clubs des deux séries sont réunis dans une BeNe Ligue A ; les autres équipes jouent la BeNe Ligue B jusqu'à la fin de saison.

#### 2013-2014
Huit clubs de chaque fédération sont réunis dans une seule BeNe Ligue, au sein de laquelle Zulte Waregem et le Beerschot cèdent leurs places au KAA Gand et au Royal Antwerp FC. Quelques jours avant le démarrage du championnat, Saint-Trond déclare forfait. En cours de saison, le FC Utrecht est quant à lui déclaré en faillite et ne poursuit pas la compétition.

#### 2014-2015
Treize clubs (sept néerlandais et six belges - l'Antwerp a décidé de redescendre d'un échelon et ne sera pas remplacé) disputent cette troisième édition.
Le 12 juin 2014, l'Union belge et la Fédération royale néerlandaise de football avaient manifesté l'intention de poursuivre la BeNe Ligue trois années supplémentaires. Pourtant, le 22 décembre de la même année, il est décidé de mettre un terme au projet car les clubs bataves et leur fédération ne sont pas parvenus à un accord sur le plan financier.

### Super League: Anderlecht veut s'y imposer (2015-2024)
| Palmarès (2015-2024) |
| --- |
| 2015-2016 : Standard de Liège 2016-2017 : Standard de Liège 2017-2018 : RSC Anderlecht 2018-2019 : RSC Anderlecht 2019-2020 : RSC Anderlecht 2020-2021 : RSC Anderlecht 2021-2022 : RSC Anderlecht 2022-2023 : RSC Anderlecht 2023-2024 : RSC Anderlecht |

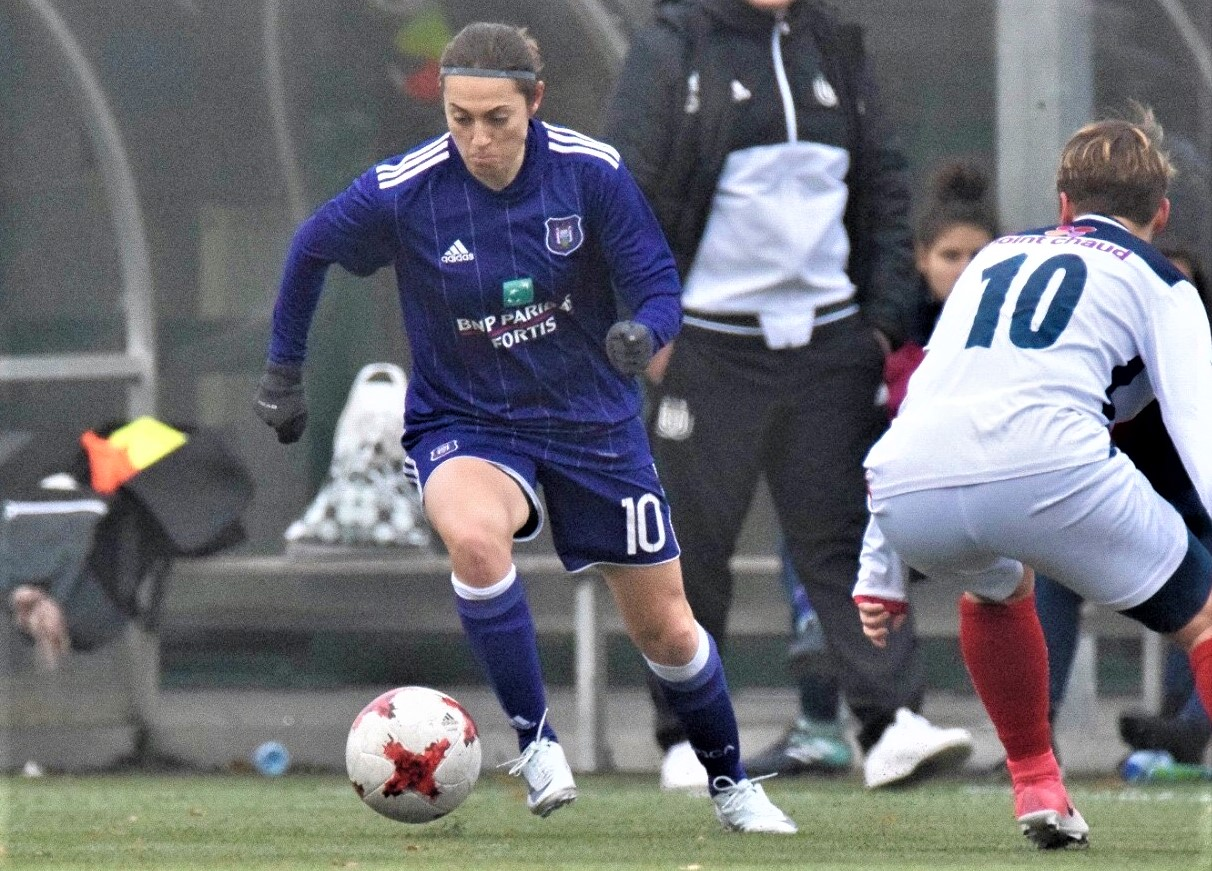
Durant la saison 2017-2018, Gokhman et ses coéquipières permettent à Anderlecht de décrocher une fois de plus la première place.

À la suite de la disparition de la BeNe Ligue, l'Union belge recrée une compétition strictement nationale : la Super League.

#### 2015-2016
Le championnat est organisé en deux parties. Tout d'abord se tient une phase classique, avec huit clubs s’affrontant en matchs aller-retour. Des play-offs 1 et 2 ont ensuite lieu, avec des rencontres aller-retour entre les équipes classées aux quatre premières places d'une part et les équipes classées aux quatre dernières d'autre part.

#### 2016-2017
Étant donné qu'il n'y a plus que sept clubs (le Lierse SK ayant cessé ses activités), les play-offs sont supprimés. Le championnat se joue alors en un double tour, c'est-à-dire 24 matchs.

#### 2017-2018
Six clubs prennent part à la compétition, le DVC Eva's Tirlemont ayant décidé de retourner en division 1 de sa propre initiative. Ils se rencontrent en un double tour (20 matchs) puis les quatre premiers disputent les play-offs 1 en aller-retour (six matchs), tandis que les deux derniers jouent des play-offs 2 en aller-retour.

#### 2018-2019
La situation est similaire à la saison précédente.

#### 2019-2020
Six clubs participent au championnat, avec un changement: le KSK Heist ayant renoncé, il est remplacé numériquement par le Club Bruges KV dont c'est le retour au plus haut niveau.
Il n'y a pas de play-offs, les six clubs jouent quatre tours soit vingt rencontres. Un cinquième tour est disputé selon le classement, donnant lieu à cinq matchs supplémentaires.

#### 2020-2021
La compétition intègre quatre clubs et passe ainsi à dix équipes. Les heureux élus sont l'Eendracht Alost, le Fémina White Star Woluwé, Zulte Waregem et le Sporting Club Charleroi.

#### 2021-2022
La compétition reste à dix équipes.

#### 2022-2023
Le KV Malines rejoint le championnat qui passe ainsi à onze équipes.

#### 2023-2024
L'Eendracht Alost se retire pour évoluer en division inférieure. La compétition repasse ainsi à dix équipes. Le RSC Anderlecht finit par égaler le record de sept titres consécutifs, que leurs rivales du Standard de Liège redoutaient.

### Passage de la Super League à 8 équipes (depuis 2024)

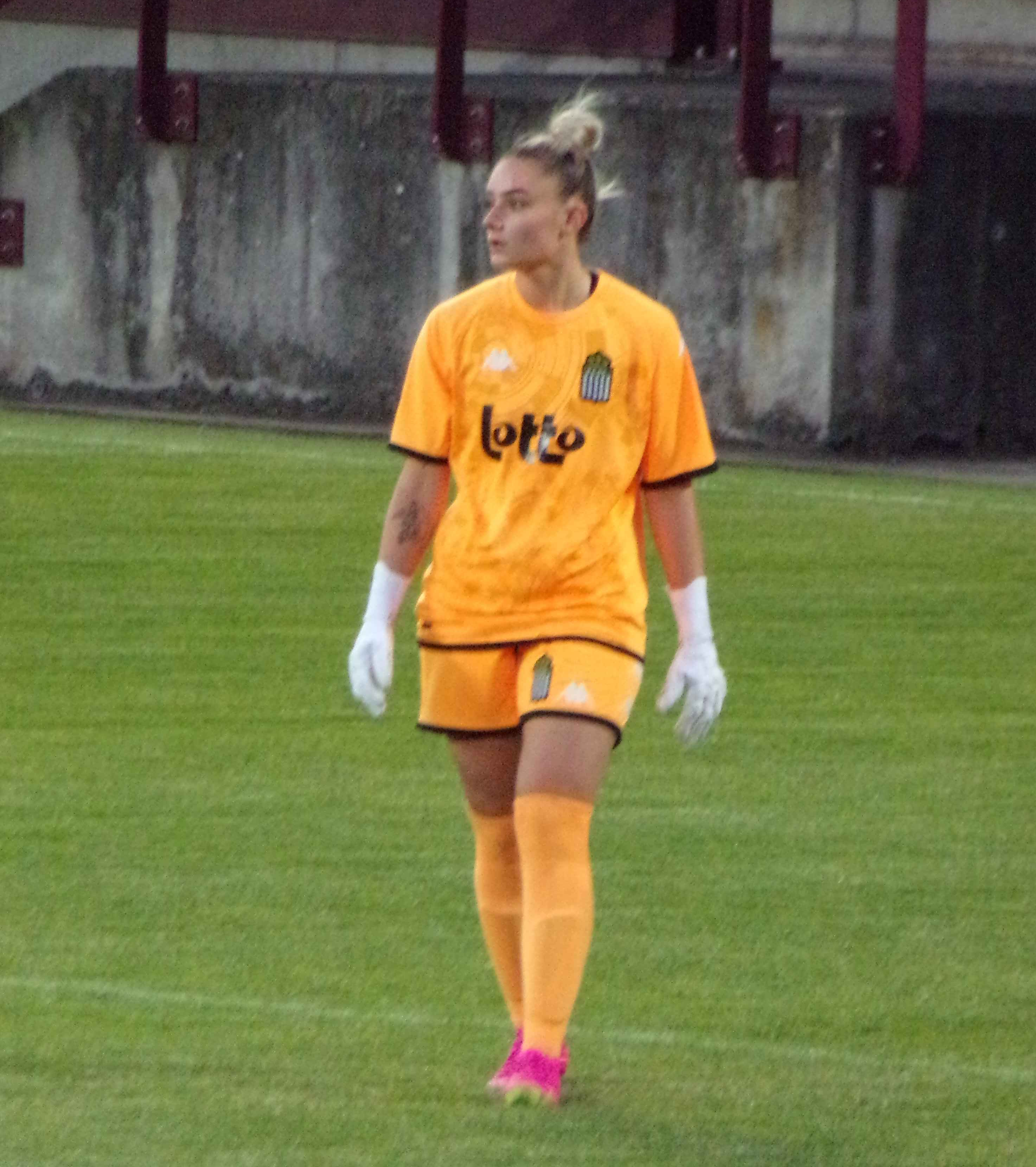
Malgré leur maintien sportif, Cellya Carette et ses coéquipières ne peuvent éviter la rigueur de la Pro League. Les Carolos sont reléguées administrativement, à l'issue de la saison 2023-2024.

| Palmarès (depuis 2024)           |
| -------------------------------- |
| 2024-2025 : Oud-Heverlee Louvain |

#### 2024-2025
Le Fémina White Star Woluwé décide de quitter la compétition, faute de pouvoir acquérir la licence permettant d'y participer. Le club féminin retrouve ainsi le deuxième échelon national. Le KV Malines choisit également de descendre au même niveau, faute de moyens financiers pour évoluer en Super League. Par la suite, le Sporting Club Charleroi annonce à son tour son départ de la compétition, n'étant pas en mesure de répondre aux exigences de la Pro League.
L'équipe féminine du KVC Westerlo intègre la compétition qui se joue ainsi à huit clubs au lieu de dix.
En raison de la diminution du nombre d'équipes, le format est modifié.
Les équipes se rencontrent trois fois durant une première phase de compétition qui s'étend sur vingt-et-une journées. Celle-ci se divise en deux parties : une première partie comprenant des matchs aller-retour sur quatorze journées, ainsi qu'une deuxième partie au cours de laquelle les quatre équipes les mieux classées à l'issue de la saison précédente affrontent les quatre autres équipes à domicile à quatre reprises sur sept journées.
A l'issue de cette phase, des play-offs sont organisés. Les quatre équipes les mieux classées s'affrontent en matchs aller-retour sur six journées pour les play-offs 1 qui déterminent le champion de Belgique. Les quatre autres équipes jouent sur le même principe, mais sans enjeu. La division des points à l'issue de la première phase de compétition est maintenue.
L'équipe d'Oud-Heverlee Louvain devient championne de Belgique à l'issue de la dernière journée en battant le RSC Anderlecht sur le score de 2-0. Il s'agit du premier lauréat inédit de la compétition en 2024-2025 depuis le Saint-Trond VV en 2010, sans tenir compte des saisons de BeNe Ligue.

## Épopées européennes

### Qualifications
| 35   | 36   | 33   | 18   | 15   | 16   | 13   |      |      |  |  |  |
| 2010 | 2011 | 2012 | 2013 | 2014 | 2015 | 2016 | 2017 | 2018 |  |  |  |
| 12   | 12   | 17   | 14   | 19   | 17   | 22   | 22   | 26   |  |  |  |
| 2019 | 2020 | 2021 | 2022 | 2023 | 2024 |      |      |      |  |  |  |
| 22   | 25   | 24   | 22   | 22   | 21   |      |      |      |  |  |  |

Actuellement, aucune équipe belge ne s'est encore qualifiée pour une phase finale de Ligue des champions dans le format actuel, toutes les équipes se sont heurtées aux tours préliminaires. Les grandes formations du championnat n'ont donc pas encore pu s'essayer à la phase de groupe du tournoi.
Pour le moment, seule l'équipe championne peut participer aux tours préliminaires avec l'indice UEFA courant.
La meilleure place occupée par la compétition est la 12e place en 2010 et 2011, époque où le Standard de Liège se retrouvait en 16e de finale du tournoi le plus prestigieux du foot féminin.

### Palmarès continental
La compétition a connu plusieurs formules.
Lors de la saison 2007-2008, le KFC Rapide Wezemaal atteint les quarts de finale après avoir passé les deux phases de groupes.
Les phases de groupes sont remplacées par des seizièmes et des huitièmes de finale à partir de la saison 2009-2010. Seuls le Standard de Liège, Saint-Trond VV et le RSC Anderlecht atteignent au mieux les seizièmes de finale.
Le tournoi est à nouveau réformé et, à partir de la saison 2021-2022, une phase finale de quatre groupes de quatre équipes est instaurée. Jusqu'à la saison 2024-2025, aucun club belge ne s'est qualifié pour cette phase.

## Organisation

### Format de la compétition
Le championnat oppose les huit clubs nationaux pour vingt-et-une rencontres jouées durant la saison régulière, puis passe à des play-offs durant la saison 2024-2025. Le classement est basé sur le barème suivant: une victoire vaut trois points, un match nul un, la défaite zéro point. Les critères de départage entre plusieurs équipes sont, dans l'ordre d'importance, le plus grand nombre de points, la plus grande différence de buts générale, les confrontations directes entre les équipes concernées (avec application de la règle des buts marqués à l'extérieur), le plus grand nombre de buts marqués et le plus grand nombre de buts marqués pendant une rencontre.
À la fin de la saison, l'équipe terminant en tête du classement est sacrée championne de Belgique, alors qu'il n'y a pas forcément de relégation en deuxième division. Un club sportivement relégué peut être repêché si une ou plusieurs équipes ayant fini dans les premières places sont rétrogradées administrativement ou si l’un des promus se voit refuser la promotion en Super League.
Les deux premières places du championnat sont qualificatives pour les compétitions européennes que sont la Ligue des champions et la Coupe Europa. Une des places est aussi attribuée au vainqueur de la coupe de Belgique, seulement si elle se retrouve dans les deux premières places du classement final.
| Club              | Dernière montée | Entraîneur          | Stade                           | Capacité théorique | Nombre de saisons en 2024-2025 |
| ----------------- | --------------- | ------------------- | ------------------------------- | ------------------ | ------------------------------ |
| Standard de Liège | 1972            | Stéphane Guidi      | Stade de Sclessin               | 28 272             | 53e                            |
| Anderlecht        | 1978            | Dennis Moerman      | Lotto Park                      | 22 500             | 47e                            |
| La Gantoise       | 2015            | Heleen Jaques       | Stade Chillax Arena             | 6 500              | 10e                            |
| Genk              | 2015            | Guido Brepoels      | Luminus Arena                   | 25 956             | 10e                            |
| OHL               | 1995            | Arno Van Den Abbeel | Gemeentelijk Stadion            | 1 500              | 30e                            |
| Bruges            | 2017            | Inka Grings         | The Nest                        | 4 400              | 15e                            |
| Zulte Waregem     | 2021            | Sven Vandenbroeck   | Gemeentelijk Sportstadion Zulte | 2 500              | 11e                            |
| Westerlo          | 2024            | Thomas Meulenberg   | Het Kuipje                      | 8 035              | 1re                            |

## Palmarès

### Chronologique
| Saison    | Champion                        | Note |
| --------- | ------------------------------- | --- |
| 1924      | Union Sportive Innovation (1)   | |
| 1925      | Union Sportive Innovation (2)   | |
| 1926      | Brussels Fémina Club (1)        | |
| 1927      | Ghent Fémina Club (1)           | |
| 1928      | Atalante de Jette (1)           | |
| 1929      | William Elie Club (1)           | |
| 1930      | William Elie Club (2)           | |
| 1931      | Atalante de Jette (2)           | |
| 1932      | Atalante de Jette (3)           | |
| 1933      | Atalante de Jette (4)           | |
| 1934      | Atalante de Jette (5)           | |
| 1971-1972 | Astrio Begijnendijk (1)         | Tour final entre St-Nicolas FC Liège, Gosselies Sport et Astrio Begijnendijk - qui demeure invaincu tout au long de la saison (série provinciale puis tour final). |
| 1972-1973 | Astrio Begijnendijk (2)         | Finale Astrio Begijnendijk - HO Merchtem : 0-0 (5-3 t.a.b.) |
| 1973-1974 | St-Nicolas FC Liège ¹ (1)       | |
| 1974-1975 | Astrio Begijnendijk (3)         | Astrio Begijnendijk termine invaincu. |
| 1975-1976 | Standard Fémina de Liège (2)    | Le Standard Fémina bat le record du plus petit nombre de buts encaissés (6) dans cette formule à quatorze équipes. |
| 1976-1977 | Standard Fémina de Liège (3)    | Le Standard Fémina termine invaincu. |
| 1977-1978 | Standard Fémina de Liège (4)    | Le Standard Fémina termine invaincu pour la seconde année consécutive et bat le record du plus grand nombre de points obtenus dans cette formule à quatorze équipes avec la victoire à deux points (50). |
| 1978-1979 | Herk Sport (1)                  | |
| 1979-1980 | Sefa Sport Herentals ² (1)      | |
| 1980-1981 | KSV Cercle Bruges (1)           | |
| 1981-1982 | Standard Fémina de Liège (5)    | Le Standard Fémina termine invaincu. |
| 1982-1983 | RWD Herentals (2)               | |
| 1983-1984 | Standard Fémina de Liège (6)    | |
| 1984-1985 | Standard Fémina de Liège (7)    | |
| 1985-1986 | Standard Fémina de Liège (8)    | |
| 1986-1987 | Brussel Dames 71 ³ (1)          | |
| 1987-1988 | RWD Herentals (3)               | |
| 1988-1989 | Herk Sport (2)                  | Herk égale le record de points du Standard Fémina (50) et bat le record du plus grand nombre de victoires dans cette formule à quatorze équipes (25, pour 26 matchs disputés). |
| 1989-1990 | Standard Fémina de Liège (9)    | |
| 1990-1991 | Standard Fémina de Liège (10)   | |
| 1991-1992 | Standard Fémina de Liège (11)   | Le Standard Fémina termine invaincu. |
| 1992-1993 | Herk Sport (3)                  | |
| 1993-1994 | Standard Fémina de Liège (12)   | |
| 1994-1995 | RSC Anderlecht (2)              | |
| 1995-1996 | KSC Eendracht Alost (1)         | Premier championnat pour lequel une victoire vaut trois points. |
| 1996-1997 | RSC Anderlecht (3)              | |
| 1997-1998 | RSC Anderlecht (4)              | |
| 1998-1999 | KSC Eendracht Alost (2)         | |
| 1999-2000 | KSC Eendracht Alost (3)         | |
| 2000-2001 | KSC Eendracht Alost (4)         | Alost termine invaincu, égale le record du plus grand nombre de victoires dans cette formule à quatorze équipes (25, pour 26 matchs disputés) que détenait Herk et bat le record de points dans cette formule à quatorze équipes (76).                                                                                |
| 2001-2002 | KSC Eendracht Alost (5)         | Alost termine invaincu pour la seconde année consécutive. |
| 2002-2003 | SK Lebeke-Alost (1)             | |
| 2003-2004 | KFC Rapide Wezemaal (1)         | Wezemaal termine invaincu et, dans cette formule à quatorze équipes, égale le record de points d'Alost (76) et celui du plus grand nombre de victoires dans cette formule à quatorze équipes (25, pour 26 matchs disputés) que codétenaient Herk et Alost, puis bat celui du plus grand nombre de buts marqués (161). |
| 2004-2005 | KFC Rapide Wezemaal (2)         | |
| 2005-2006 | KFC Rapide Wezemaal (3)         | |
| 2006-2007 | KFC Rapide Wezemaal (4)         | |
| 2007-2008 | KVK Tirlemont (1)               | |
| 2008-2009 | Standard Fémina de Liège (13)   | |
| 2009-2010 | Saint-Trond VV (1)              | À égalité de points et de victoires, Saint-Trond et le Standard Fémina se départagent lors d'un test-match sur terrain neutre (victoire de Saint-Trond 3-1). |
| 2010-2011 | Standard Fémina de Liège (14)   | |
| 2011-2012 | Standard Fémina de Liège ⁴ (15) | |
| 2012-2013 | Standard de Liège (16)          | Le titre de champion de Belgique est attribué au club belge le mieux classé dans la BeNe Ligue. |
| 2013-2014 | Standard de Liège (17)          | Le titre de champion de Belgique est attribué au club belge le mieux classé dans la BeNe Ligue. |
| 2014-2015 | Standard de Liège (18)          | Le Standard remporte la BeNe Ligue. |
| 2015-2016 | Standard de Liège (19)          | Standard de Liège après play-offs ; RSC Anderlecht vainqueur compétition régulière. |
| 2016-2017 | Standard de Liège (20)          | Compétition régulière sans play-offs. Record de sept titres consécutifs pour le Standard. |
| 2017-2018 | RSC Anderlecht (5)              | RSC Anderlecht vainqueur compétition régulière et play-offs. |
| 2018-2019 | RSC Anderlecht (6)              | RSC Anderlecht vainqueur compétition régulière et play-offs. |
| 2019-2020 | RSC Anderlecht (7)              | Championnat arrêté durant la 17e journée en raison de la pandémie de Covid-19. |
| 2020-2021 | RSC Anderlecht (8)              | RSC Anderlecht vainqueur compétition régulière et play-offs. |
| 2021-2022 | RSC Anderlecht (9)              | RSC Anderlecht après play-offs ; Oud-Heverlee Louvain vainqueur compétition régulière. |
| 2022-2023 | RSC Anderlecht (10)             | RSC Anderlecht après play-offs ; Oud-Heverlee Louvain vainqueur compétition régulière. |
| 2023-2024 | RSC Anderlecht (11)             | RSC Anderlecht après play-offs ; Oud-Heverlee Louvain vainqueur compétition régulière. Record de sept titres consécutifs égalé. |
| 2024-2025 | Oud-Heverlee Louvain (1)        | Oud-Heverlee Louvain vainqueur compétition régulière et play-offs. |

### Par club
| Club | Champion |
| --- | -------- |
| Standard de Liège | 20x      |
| RSC Anderlecht | 11x      |
| Atalante de Jette et KSC Eendracht Alost                                                                                           | 5x       |
| KFC Rapide Wezemaal | 4x       |
| Astrio Begijnendijk, RWD Herentals et Herk Sport                                                                                   | 3x       |
| Union Sportive Innovation et William Elie Club                                                                                     | 2x       |
| Brussels Fémina Club, Ghent Fémina Club, KSV Cercle Bruges, SK Lebeke-Alost, KVK Tirlemont, Saint-Trond VV et Oud-Heverlee Louvain | 1x       |

## Statistiques et records

### Records
- Plus grand nombre de saisons parmi l'élite : 52 pour le Standard de Liège et RSC Anderlecht (y compris les deux saisons en séries provinciales et les trois en BeNe Ligue)
- Record de titres consécutifs : 7 pour le Standard de Liège (de 2011 à 2017), 7 pour le RSC Anderlecht (de 2018 à 2024)
- Plus grand nombre de podiums : 37 pour le Standard de Liège